# Schefflera stellata
Schefflera stellata är en araliaväxtart som först beskrevs av Joseph Gaertner, och fick sitt nu gällande namn av Henri Ernest Baillon. Schefflera stellata ingår i släktet Schefflera och familjen araliaväxter. Inga underarter finns listade.

## Bildgalleri

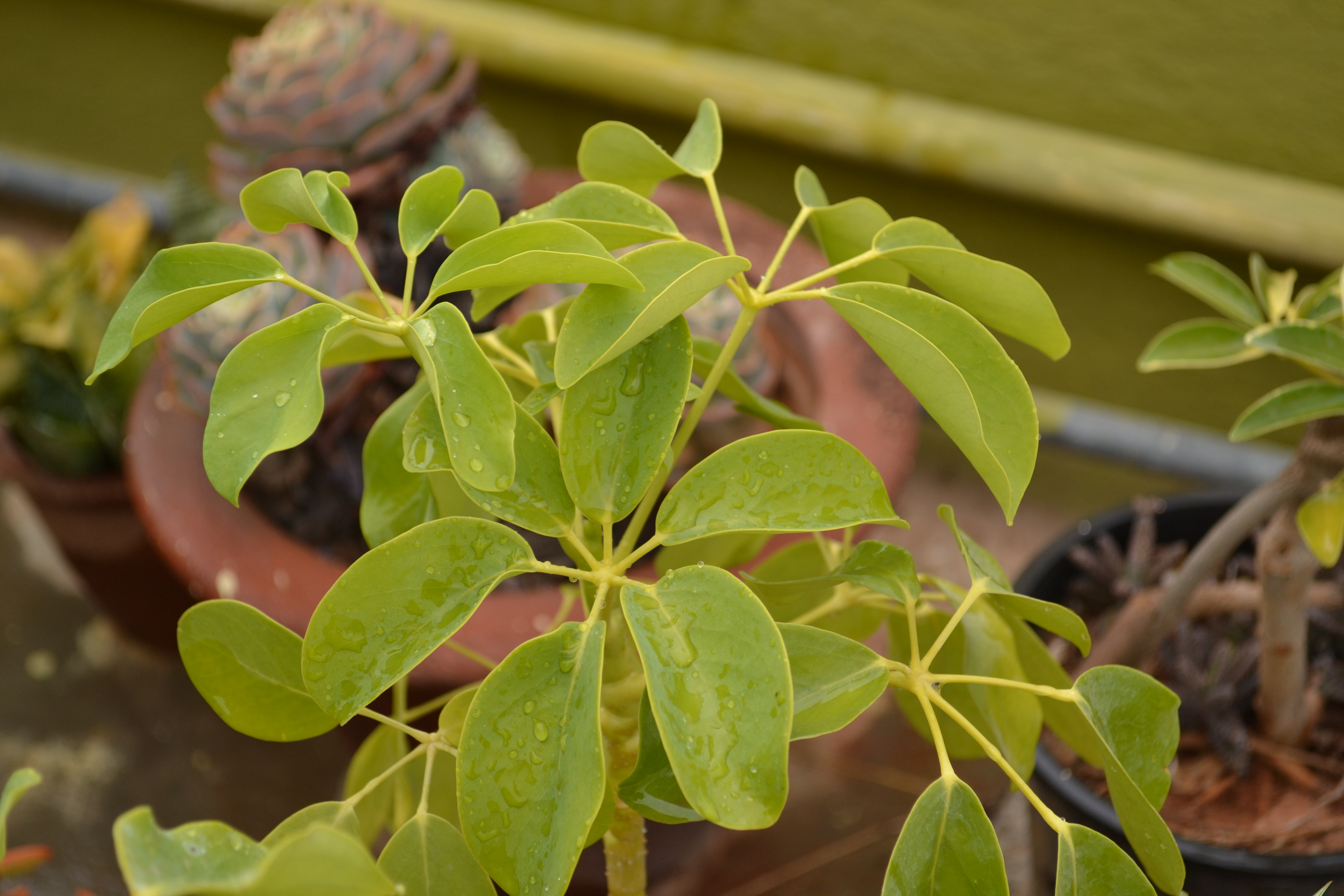
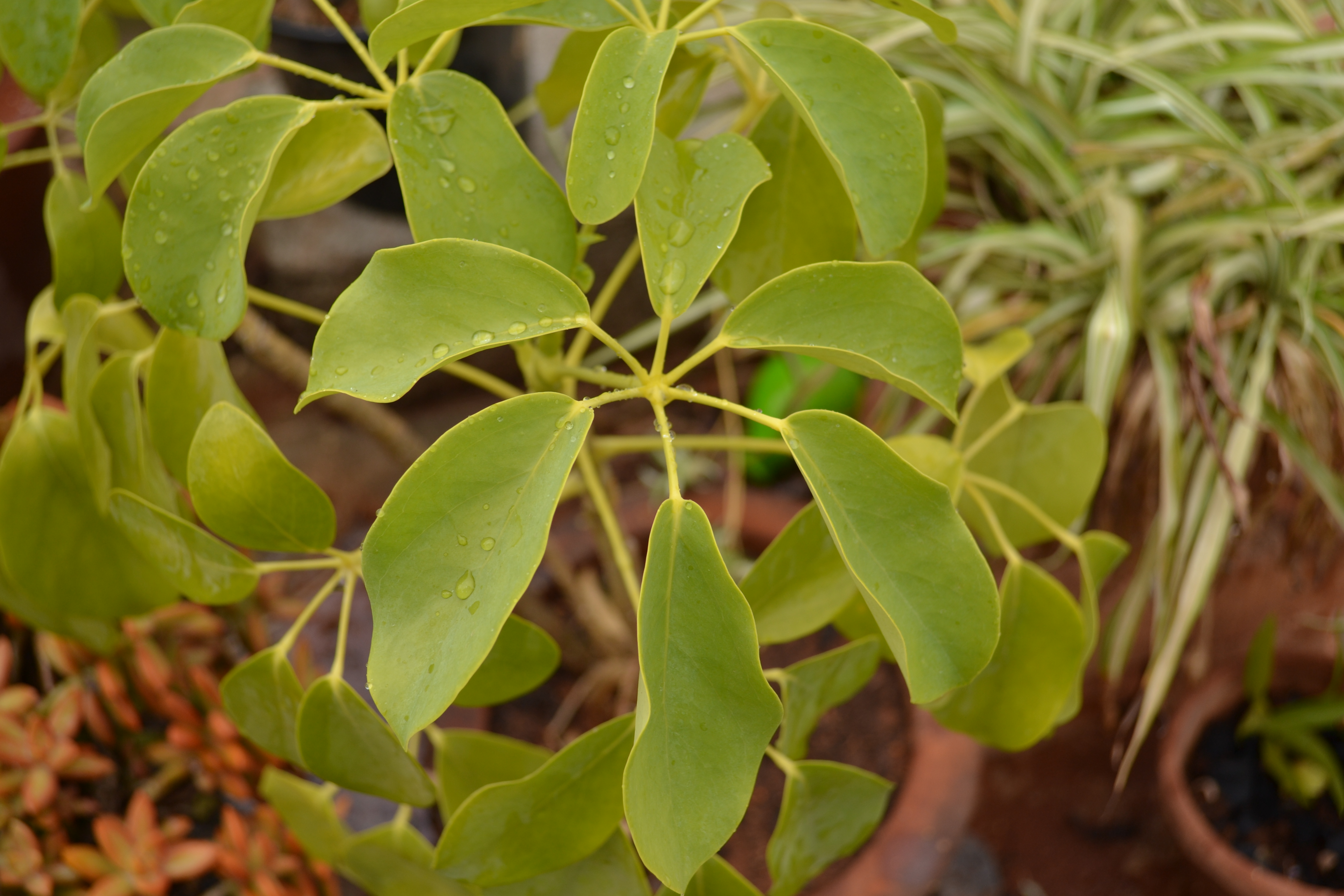
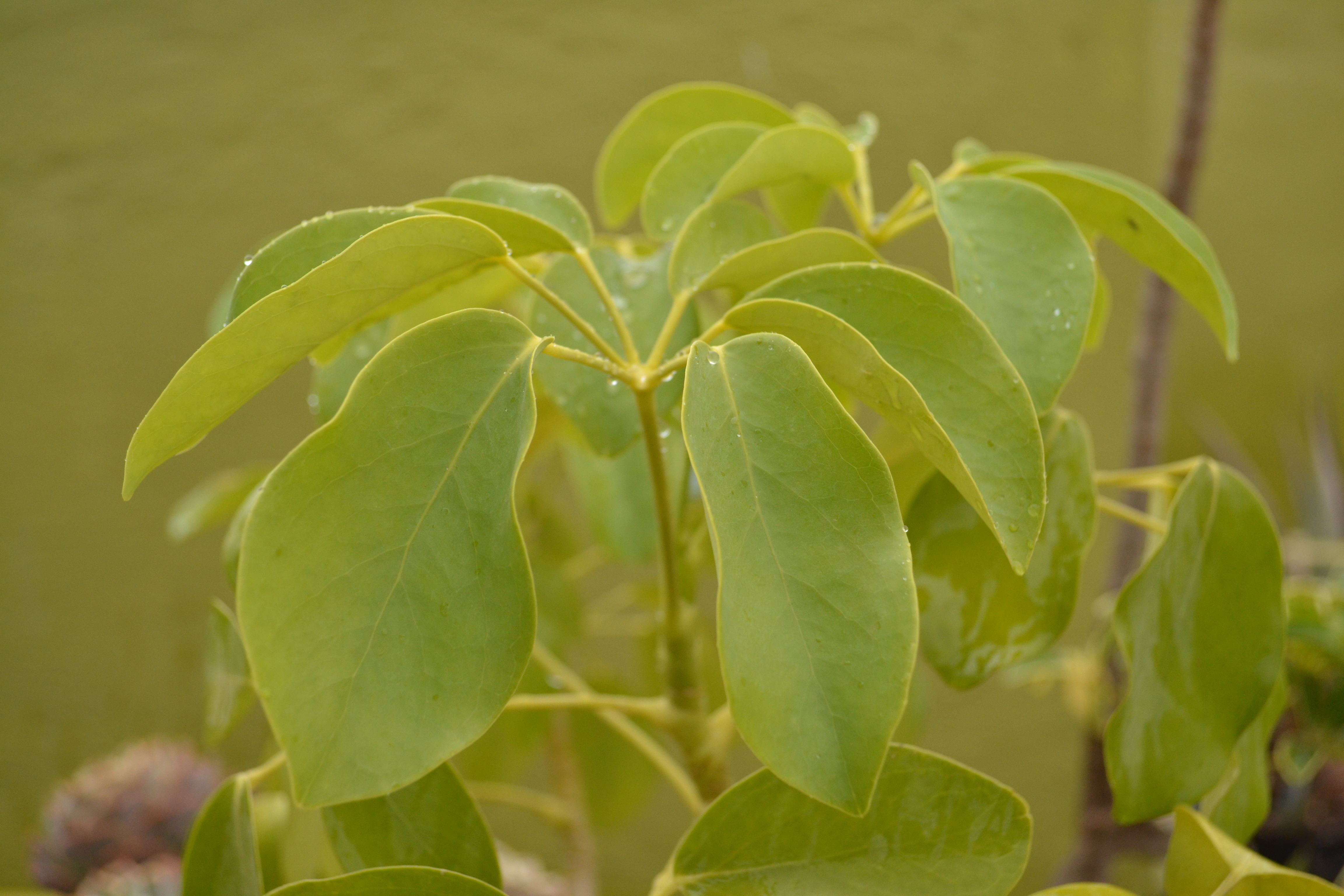
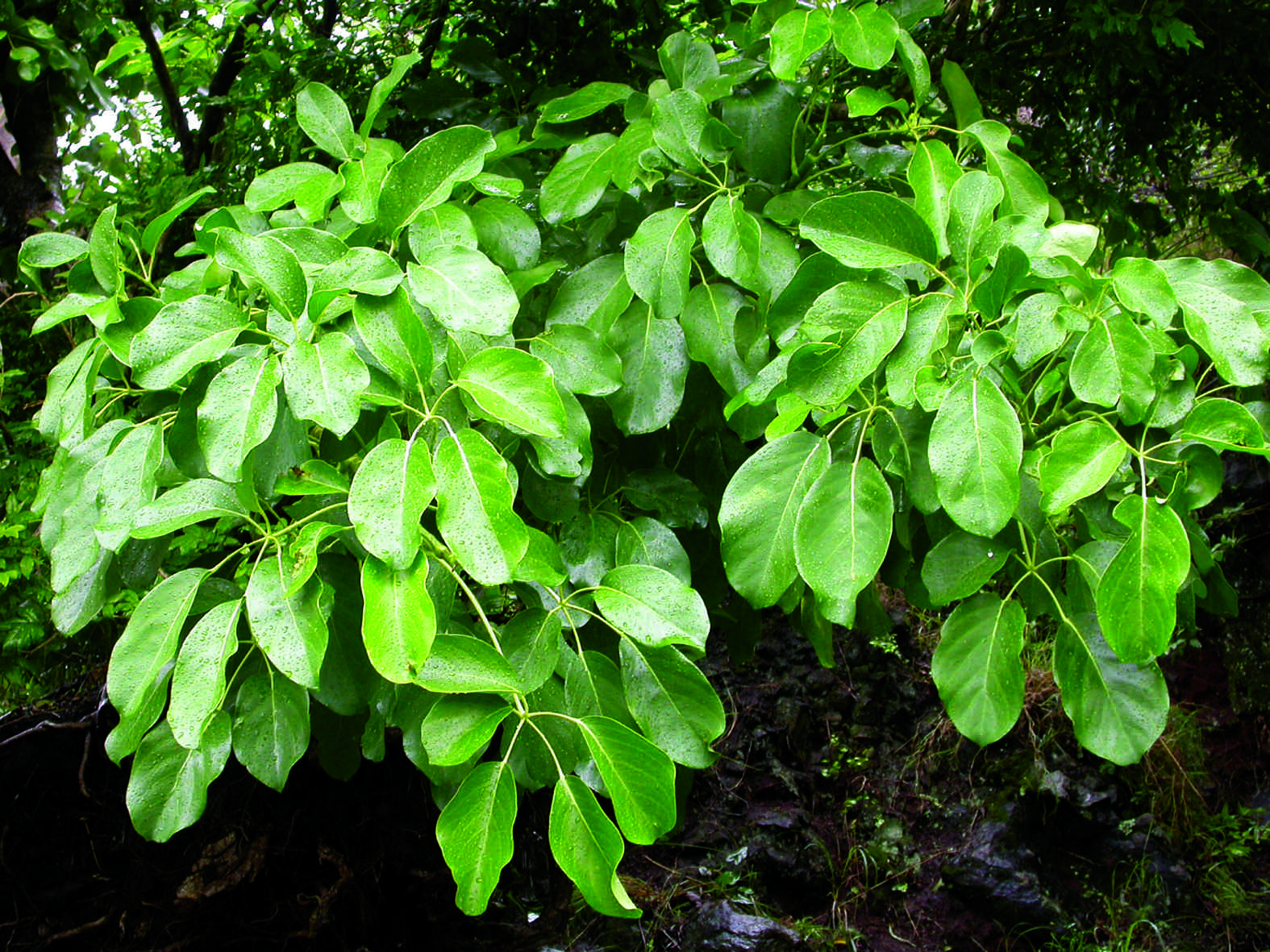